# Leptispa nigra
Leptispa nigra is een keversoort uit de familie bladkevers (Chrysomelidae). De wetenschappelijke naam van de soort werd in 1904 gepubliceerd door Julius Weise.